# Marching to Carcasonne
Marching to Carcasonne is een compositie van Alexander Goehr.
Goehr haalde de inspiratie voor dit werk uit het essay Kafka y sus precursores (Kafka en zijn voorgangers) van Jorge Luis Borges. Daarin verwees Borges naar een kort verhaal van Lord Dunsany, waarin een machtig leger Carcasonne probeert te bereiken, maar alhoewel ze alles en iedereen overwinnen en het wel in zicht krijgen, raken ze er nooit. In hetzelfde essay komt ook een paradox van Zeno van Elea inzake beweging voor. De paradox vertelt dat om van A naar B te komen, men steeds de eerste helft van de afstand moet afleggen voordat men aan de tweede helft kan beginnen, die op zich ook weer uit twee helften bestaat. Volgens die zienswijze (men begint nooit aan de tweede helft) komt men dus nooit op punt B terecht. De compositie voor dertien muziekinstrumenten kreeg de ondertitel serenade mee, Gramophone bracht dat in verband met de relatieve toegankelijkheid van de muziek. Het is in wezen een suite, waarvan de delen ook verwijzen naar relatief eenvoudige muziekstructuren:
1. March
2. Invention
3. Chaconne
4. March
5. Night (een passacaglia)
6. Burlesque
7. March
8. ..marching to Carcasonne, labyrinth

Het marsthema wordt steeds gevuld door de twee hoorns tegenover een strijkkwartet. De première van het werk op 2 mei 2003 werd vastgelegd voor BBC Radio 3 en later uitgebracht op Naxos. De opdrachtgever London Sinfonietta speelde het toen met pianist Peter Serkin onder leiding van Oliver Knussen, vriend van de componist.
Orkestratie:
- solopiano
- 2 dwarsfluiten (II ook altfluit), 1 hobo, 1 klarinet (ook basklarinet), 1 fagot (ook contrafagot)
- 2 hoorns
- 1 harp
- 2 violen, 1 altviolen, 1 celli